# صوتيات تركيبية

نموذج للصوت المتقطع

الصوتيات التركيبية (بالإنجليزية: Synthetic phonics)، تُعرف أيضًا باسم الصوتيات الممزوجة أو الصوتيات المحثوثة، هي طريقة لتعليم قراءة اللغة الإنجليزية والتي تعلم أولًا أصوات الأحرف وتسعى بعد ذلك لمزج تلك الأصوات مع بعضها للوصول إلى لفظ تام للكلمات بكاملها.

## نظرة عامة
تشير الصوتيات التركيبية إلى مجموعة من البرامج تهدف إلى تعليم القراءة والكتابة من خلال الطرق التالية:
- تعليم الطلاب الوصل بين الوحدة الخطية والصوت اللغوي.
- تعليم الطلاب القراءة من خلال المزج الأصوات اللغوية: تمييز الوحدة الخطية في الكلمة، تذكر الصوت اللغوي الموصول بها، ونطق الأصوات اللغوية مع بعضها لتشكيل صوت الكلمة الكاملة.
- تعليم الطلاب الكتابة من خلال التجزئة: تمييز الصوت اللغوي في الكلمة، تذكر الوحدة الخطية الموصولة به وكتابة الوحدات الخطية مع بعضها لتشكيل الكلمة المكتوبة.

تمتلك الصوتيات التركيبية بعض أو كل الخصائص التالية:
- تعليم الوصل بين الوحدة الخطية والصوت اللغوي في الترتيب الأبجدي، باتباع تنظيم يُحدد بالتعقيد الملموس (من الأسهل إلى الأصعب).
- تعليم قراءة وكتابة الكلمات بترتيب الاختلاف المتصاعد، يتبع تعليم الكلمات وصلًا قياسيًا بين الوحدة الخطية والصوت اللغوي أولًا، ثم تعليم الكلمات التي تتبع وصلًا تمييزيًا بين الوحدة الخطية والصوت اللغوي أو غير اعتيادي لاحقًا.

لا تملك الصوتيات التركيبية المميزات التالية:
- تشجيع الطلاب على تخمين معنى الكلمات من خلال إشارات السياق.
- تشجيع الطلاب على حفظ أشكال الكلمات لتذكرها عند رؤيتها.
- تعليم الوصل بين الوحدة الخطية والصوت اللغوي على أسس مخصصة، مثلما تُطبق على مجموعة معينة من الكلمات، عندما تظهر هذه الكلمات في أشكال أخرى من تعليمات القراءة.

## المنهجية
تعلم الصوتيات التركيبية الأصوات اللغوية (الأصوات) المرتبطة بالوحدات الخطية (الأحرف) بنسبة ستة أصوات خلال الأسبوع. تُعلم الأصوات بمعزل من ثم تُمزج مع بعضها (تُركَّب) على طول الكلمة. على سبيل المثال، قد يُدرس المتعلمون صوتًا متحركًا قصيرًا (مثل /a/) إضافة لبعض الأصوات الساكنة (مثل /s/, /t/, /p/). يُدرس المتعلمون بعد ذلك كلمات تحتوي على هذه الأصوات (مثل sat، pat، tap، at). يُدرسون نطق كل صوت لغوي في الكلمة، ثم مزج تلك الأصوات لتشكيل الكلمة. تُدرس الأصوات في كل الوضعيات التي تأخذها الكلمة، لكن التشديد على تجزئة ومزج كل الكلمة يبدأ من الأسبوع الأول. لا تعلم الكلمات الكاملة بطريقة الأشكال (اللفظ البصري المبدئي) قبل تعليم النظام الأبجدي.